# Beier Sándor
Beier Sándor álnevei: Bérci Darázs, Héthelyi Sándor (Gyergyószentmiklós, 1913. március 28. – Kolozsvár, 1992. január 21.) magyar közgazdász, eszperantista író.

## Életútja
1943-ban a kolozsvári egyetemen közgazdasági doktorátust szerzett. Versei, elbeszélései, kritikai cikkei eszperantó nyelven jelentek meg a világ különböző részein, Svédországtól Japánig s a Kanári-szigetekig, eszperantóul ismertetett romániai magyar kiadványokat. Munkatársa a Paco, Heroldo de Esperanto és Norda Prismo című folyóiratoknak. 

## Művei
- A Gyergyói-medence gazdasági fejlesztésének kérdései (Kolozsvár, 1943)
- Homo lernu de la akvo (Ember, tanulj a víztől. Elbeszélés, Gyula, 1970)